# The Sounds of Machines Our Parents Used
Albums de Gescom
Gescom 2
(1995) Key Nell
(1998)
The Sounds of Machines Our Parents Used est un EP du groupe anglais de musique électronique Gescom paru en 1995.

## Titres
| Face A | Face A | Face A | Face A | Face A | Face A | Face A | Face A | Face A | Face A |
| No     | Titre  | Durée  |        |        |        |        |        |        |        |
| ------ | ------ | ------ | ------ | ------ | ------ | ------ | ------ | ------ | ------ |
| 1.     | Puzl   | 14:26  |        |        |        |        |        |        |        |
| 14:26  |        |        |        |        |        |        |        |        |        |

| Face B | Face B   | Face B | Face B | Face B | Face B | Face B | Face B | Face B | Face B |
| No     | Titre    | Durée  |        |        |        |        |        |        |        |
| ------ | -------- | ------ | ------ | ------ | ------ | ------ | ------ | ------ | ------ |
| 1.     | Go Sumo  | 7:28   |        |        |        |        |        |        |        |
| 2.     | Go Sheep | 8:30   |        |        |        |        |        |        |        |
| 15:58  |          |        |        |        |        |        |        |        |        |